# L'Incroyable Famille Kardashian
Pour les articles homonymes, voir Kardashian.
L'Incroyable Famille Kardashian (Keeping Up with the Kardashians) est une émission de téléréalité américaine en 280 épisodes de 22 minutes diffusée entre le 14 octobre 2007 et le 20 juin 2021 sur E! et sur E! Canada au Canada. Elle suit le quotidien des familles Kardashian et Jenner.
En France, elle est diffusée depuis 2008 sur E!, depuis le 4 novembre 2008 sur MTV France et MTV Idol, à partir du 24 octobre 2011 sur Direct Star, dès le 7 juillet 2014 sur NRJ 12 (saisons 5 à 8) et depuis septembre 2018 sur Téva. Et au Québec, à partir du 24 mai 2011 à MusiquePlus,. La saison 14 est disponible sur Netflix. Depuis le 1er juin 2024, l'émission est disponible en intégralité sur M6+.
L'émission a entraîné sept spin-offs : Les Sœurs Kardashian à Miami, Les Kardashian à New York, Khloé et Lamar, Les Sœurs Kardashian dans les Hamptons (en), Dash Dolls (en), Appelez-moi Caitlyn, Rob & Chyna (en), Life of Kylie, Revenge Body et Flip It Like Disick (en).
Le 9 septembre 2020 est annoncée la dernière saison. Cependant, le 31 janvier 2021, leur nouvelle émission sobrement appelée Les Kardashian est annoncée. Elle sera diffusée courant 2022 sur Hulu aux États-Unis et sur Disney+ globalement.

## Contexte
Robert Kardashian et Kris Houghton se sont mariés en 1978 et ont eu quatre enfants : Kourtney Kardashian (née en 1979), Kim Kardashian (née en 1980), Khloé Kardashian (née en 1984) et Rob Kardashian (né en 1987). Le couple a divorcé en 1990. En 1994, Robert Kardashian devient célèbre en défendant O.J. Simpson pour les meurtres de Nicole Brown Simpson et Ronald Goldman. Kris Houghton a épousé l'ancien champion Olympique Bruce Jenner (depuis connu sous le nom de Caitlyn Jenner) en 1991, avec qui elle a eu deux filles : Kendall Jenner (née en 1995) et Kylie Jenner (née en 1997). Robert Kardashian est décédé en 2003, huit semaines après le diagnostic d'un cancer de l'œsophage. Kourtney, Kim et Khloé se sont lancées dans la mode en créant leur marque : « D-A-S-H ». En février 2007, une sextape de Kim Kardashian et son ex-petit ami Ray J est diffusée.
En 2013, Kris se sépare de Bruce après 22 ans de mariage. Le divorce est prononcé en 2015. Cette même année Bruce entame une transition et se nomme maintenant Caitlyn. Elle perd ainsi son statut d'acteur principal dans l'émission, mais dispose désormais de sa propre émission, Appelez-moi Caitlyn, consacrée à sa nouvelle vie.

## Développement
En août 2007, il est annoncé qu'une émission de télé-réalité sur la famille Kardashian est en cours de préparation avec Ryan Seacrest comme producteur exécutif. L'annonce de l'émission est apparue une semaine après l'arrêt de The Simple Life avec Paris Hilton et Nicole Richie diffusé sur E!. Le premier épisode a été diffusé le 14 octobre 2007.
Le 24 avril 2012, E! signe un nouvel accord de trois ans avec la famille Kardashian qui diffusera la série jusqu'en 2015. L'accord a été évalué à 40 millions de dollars. Le 27 février 2015, E! signe à nouveau un nouvel accord de quatre saisons de plus pour poursuivre la série. Cette fois-ci, celle-ci est évaluée à 100 millions de dollars ce qui est le plus gros contrat de la télé-réalité.

## Spin-offs
En avril 2009, un premier spin-off : Les Sœurs Kardashian à Miami est créé pour l'ouverture d'une nouvelle boutique « D-A-S-H ». La première saison se déroule après la saison 3 de L'Incroyable Famille Kardashian et attire près de 2 millions de téléspectateurs. La deuxième saison a débuté en juin 2010 et se déroule après la saison 4 de L'Incroyable Famille Kardashian. La saison 3 a commencé le 20 mars 2013 et se déroule après la saison 7 de L'Incroyable Famille Kardashian. C'est la première saison où l'on voit Penelope, la fille de Kourtney Kardashian et Scott Disick, ainsi que Kanye West, qui est le compagnon de Kim Kardashian.
En janvier 2011, un deuxième spin-off : Les Kardashian à New York est créé pour l'ouverture d'une nouvelle boutique « D-A-S-H ». La première saison se déroule après la saison 5 de L'Incroyable Famille Kardashian. Durant cette saison, le fils de Kourtney Kardashian et Scott Disick ne fait aucune apparition car le couple a refusé qu'il soit filmé. La saison 2 a débuté en septembre 2011 et se déroule après la saison 6 de L'Incroyable Famille Kardashian et l'épisode spécial du mariage de Kim.
En avril 2011, un troisième spin-off : Khloé and Lamar est créé et suit les aventures de Khloé Kardashian et son mari, le basketteur Lamar Odom.
En 2014, un quatrième spin-off fut créé qui se nomme Les Sœurs Kardashian dans les Hamptons qui suit les aventures de Kourtney et Khloé dans Les Hamptons. C'est dans ce spin-off que Kourtney est enceinte de son troisième enfant.
En 2015, deux nouveaux spin-offs sont créés. Le premier se nomme Appelez-moi Caitlyn (I Am Cait) qui est centré sur la nouvelle vie de femme de Caitlyn Jenner. Le second à être créé se nomme Dash Dolls qui est centré sur le magasin D-A-S-H à Hollywood. C'est le seul spin-off dans lequel aucun acteur principal de L'Incroyable Famille Kardashian n'apparaît en tant qu'acteur principal.

## Distribution

### Personnalités principales
| Les Kardashian      | Seasons    | Seasons    | Seasons    | Seasons    | Seasons    | Seasons    | Seasons    | Seasons    | Seasons    | Seasons    | Seasons    | Seasons    | Seasons    | Seasons               | Seasons    | Seasons    | Seasons    | Seasons    | Seasons    | Seasons    |
| Les Kardashian      | 1          | 2          | 3          | 4          | 5          | 6          | 7          | 8          | 9          | 10         | 11         | 12         | 13         | 14                    | 15         | 16         | 17         | 18         | 19         | 20         |
| ------------------- | ---------- | ---------- | ---------- | ---------- | ---------- | ---------- | ---------- | ---------- | ---------- | ---------- | ---------- | ---------- | ---------- | --------------------- | ---------- | ---------- | ---------- | ---------- | ---------- | ---------- |
| Kris Jenner         | Principale | Principale | Principale | Principale | Principale | Principale | Principale | Principale | Principale | Principale | Principale | Principale | Principale | Principale            | Principale | Principale | Principale | Principale | Principale | Principale |
| Caitlyn Jenner      | Principal  | Principal  | Principal  | Principal  | Principal  | Principal  | Principal  | Principal  | Principal  | Principal  | Principal  | Principal  | Principal  |                       |            |            |            | Invitée    |            | Invitée    |
| Kourtney Kardashian | Principale | Principale | Principale | Principale | Principale | Principale | Principale | Principale | Principale | Principale | Principale | Principale | Principale | Principale            | Principale | Principale | Principale | Principale | Principale | Principale |
| Kim Kardashian      | Principale | Principale | Principale | Principale | Principale | Principale | Principale | Principale | Principale | Principale | Principale | Principale | Principale | Principale            | Principale | Principale | Principale | Principale | Principale | Principale |
| Khloé Kardashian    | Principale | Principale | Principale | Principale | Principale | Principale | Principale | Principale | Principale | Principale | Principale | Principale | Principale | Principale            | Principale | Principale | Principale | Principale | Principale | Principale |
| Rob Kardashian      | Principal  | Principal  | Principal  | Principal  | Principal  | Principal  | Principal  | Principal  | Invité     | Invité     |            | Réccurent  | Invité     | Invité                |            | Invité     | Invité     | Invité     | Invité     | Réccurent  |
| Kendall Jenner      | Principale | Principale | Principale | Principale | Principale | Principale | Principale | Principale | Principale | Principale | Principale | Principale | Principale | Principale            | Principale | Principale | Principale | Principale | Principale | Principale |
| Kylie Jenner        | Principale | Principale | Principale | Principale | Principale | Principale | Principale | Principale | Principale | Principale | Principale | Principale | Principale | Invitée (ep. 14 et 19 | Principale | Principale | Principale | Principale | Principale | Principale |
| Scott Disick        | Principale | Principale | Principale | Principale | Principale | Principale | Principale | Principale | Principale | Principale | Principale | Principale | Principale | Principale            | Principale | Principale | Principale | Principale | Principale | Principale |

- Kris Jenner (VF : Stéphane Excoffier puis Monia Douieb puis Géraldine Asselin)
- Caitlyn Jenner (VF : Franck Dacquin / Patrick Donnay / Christophe Hespel / Olivier Cuvellier puis Erwin Grünspan)
- Kourtney Kardashian (VF : Marie-Line Landerwijn / Laurence Stévenne / Delphine Chauvier puis Héléna Coppejans puis Anne-Sophie Nallino)
- Kim Kardashian West (VF : Dominique Wagner puis Sabrina Marchese)
- Khloé Kardashian (VF : Julie Basecqz / Christelle Pedrinelli / Monia Douieb puis Marie Zidi)
- Rob Kardashian (VF : Christophe Hespel puis Sébastien Hébrant)
- Kendall Jenner (VF : Marie-Line Landerwijn / Cathy Boquet)
- Kylie Jenner (VF : Carole Baillien / Delphine Chauvier / Monia Douieb puis Marine Tuja)

### Personnalités récurrentes
- Mason Disick (saisons 5 et 6 et depuis la saison 10, invité saisons 4 et 7)
- Malika Haqq (saisons 3 et 10, invitée saisons 2, 4 et 11)
- Lamar Odom (VF : Ronald Beurms) (saisons 4 à 7, invité saisons 8 et 10)
- Jonathan Cheban (saison 10, invité saisons 3 à 9 et 11)
- Penelope Disick (saisons 10 et 11,invitée saisons 7 et 8)
- Adrienne Bailon (saisons 3, invitée saisons 2 et 4 à 6)
- Brandon Jenner (saison 8, invité saisons 1, 2, 4, 6, 7, 9 et 10)
- Kanye West (saison 7, invité saisons 10 et 11)
- Brody Jenner (saison 8, invité saisons 1, 6, 7, 9 et 10)
- Mary Hougton (saison 3, invitée saisons 1, 2, 4, 6 à 9)
- North West (saison 11, invitée saisons 9 et 10)
- Reign Disick (saisons 10 et 11)
- Saint West (saison 12 et 13)
- Kris Humphries (saison 6)
- Reggie Bush (saison 2, invité saisons 3 et 4)
- Khadijah Haqq (saison 10, invitée saisons 2 et 4)
- Corey Gamble (saisons 10 et 11)
- Tyga (saisons 11 et 12, invité saison 10)
- Blac Chyna (récurrente saison 12, invitée saison 9)
- Jordyn Woods
- Addison Rae
Version française
  - Société de doublage : VSI
  - Direction artistique : Muriel VanCustem
  - Adaptation des dialogues : VSI

## Commentaires
- Kim a participé à la saison 7 de Dancing with the Stars avec Mark Ballas comme partenaire, en 2008. Elle fut éliminée en troisième semaine.

- Khloé a participé à la saison 2 de The Celebrity Apprentice. Cette émission regroupe des célébrités qui doivent s'occuper de différentes tâches, et Donald Trump vire ceux ou celles qui ne méritent pas de continuer l'aventure. Elle est virée à l'épisode 6, en même temps que la chanteuse Tionne Watkins.

- Robert a participé à la saison 13 de Dancing with the Stars avec Cheryl Burke comme partenaire, en 2011. Il atteint la finale du jeu en dixième semaine. Il terminera second, devant l'animatrice Ricki Lake, mais derrière l'acteur et ancien soldat J. R. Martinez.

- Caitlyn a aussi participé à Skating with Celebrities en 2006, la version de la chaine FOX du Skating with the Stars de la chaine ABC (spin-off de Dancing with the Stars)et a également fait partie du casting de la première saison américaine du jeu d'aventure I'm a Celebrity... Get Me Out of Here! sur ABC en 2003. En 2019 elle participe à la 19e saison britannique d'I'm a Celebrity, et se fait éliminer au bout de 20 jours.

- Kylie a participé à la saison 2 de Sammy's B Show.

- Jonathan Chebban (ami de Kim) et Malika Haqq (amie de Khloé) ont participé à Celebrity Big Brother, en janvier 2016 et janvier 2018.